# Dark academia

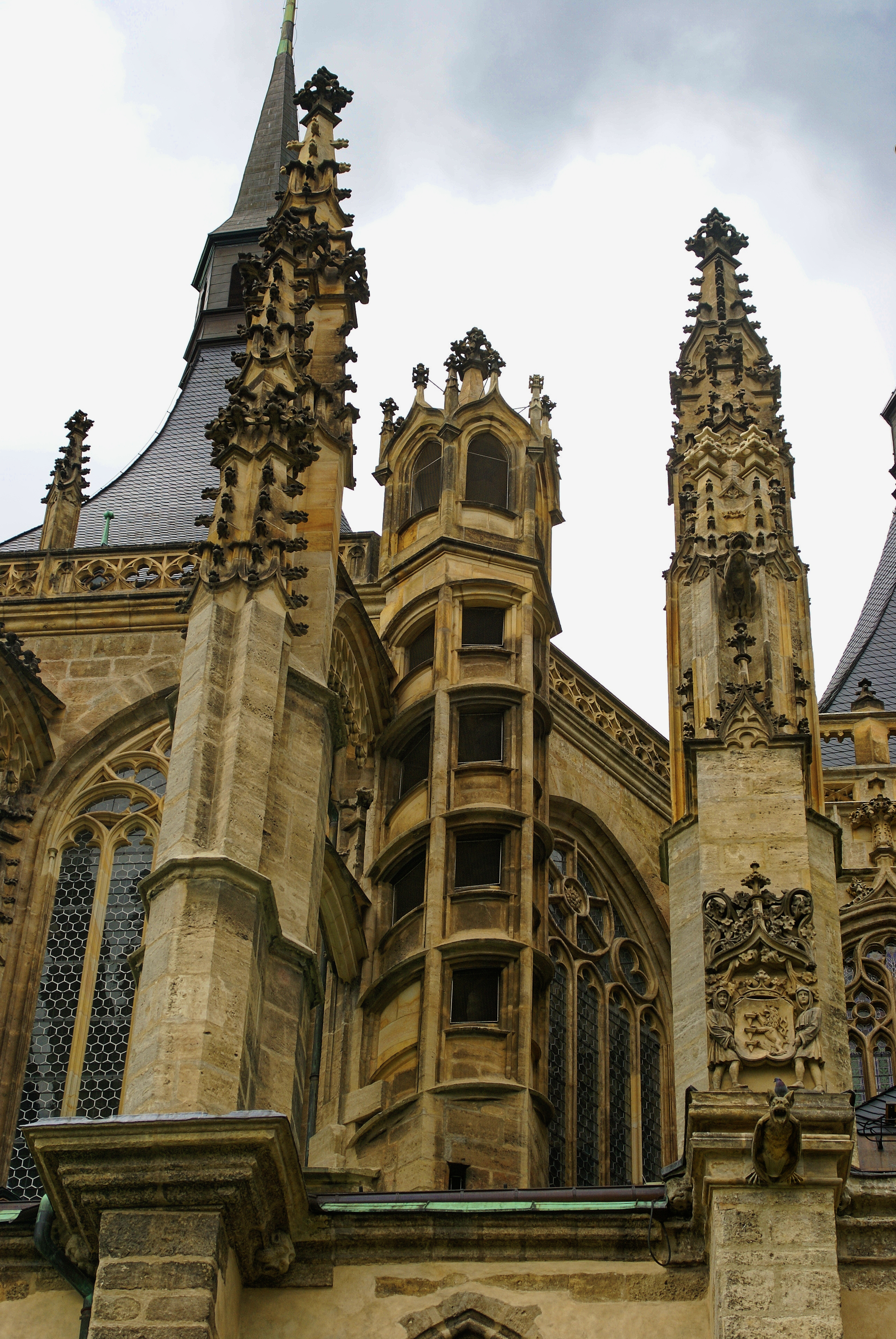
L'architettura gotica è un elemento comune dell'estetica della dark academia

La Dark academia è un'estetica dei social media e una sottocultura basata sull'amore per la cultura classica, le arti, la scoperta del sé e una generale passione per ogni sorta di conoscenza e argomento di studio. In particolare, l'estetica della dark academia sovente si rifà alla cultura dell'alta società ottocentesca, all'architettura classica greca, gotica o neogotica, al mondo accademico e ai classici della letteratura o a qualsiasi cosa appaia contemporaneamente colta e misteriosa, oscura o malinconica.

## Estetica
La moda degli anni '30 e '40 ha un posto di rilievo nell'estetica del mondo Dark academia, in particolare i capi di abbigliamento indossati dagli studenti delle scuole di Oxbridge, della Ivy League e delle scuole di preparazione di quel periodo. Alcuni degli articoli di abbigliamento più associati all'estetica sono cardigan, blazer, camicie, gonne a quadri, scarpe Oxford e abiti realizzati in pied de poule e tweed, la cui tavolozza di colori è composta principalmente da nero, bianco, beige, marrone, verde scuro, e talvolta blu navy.

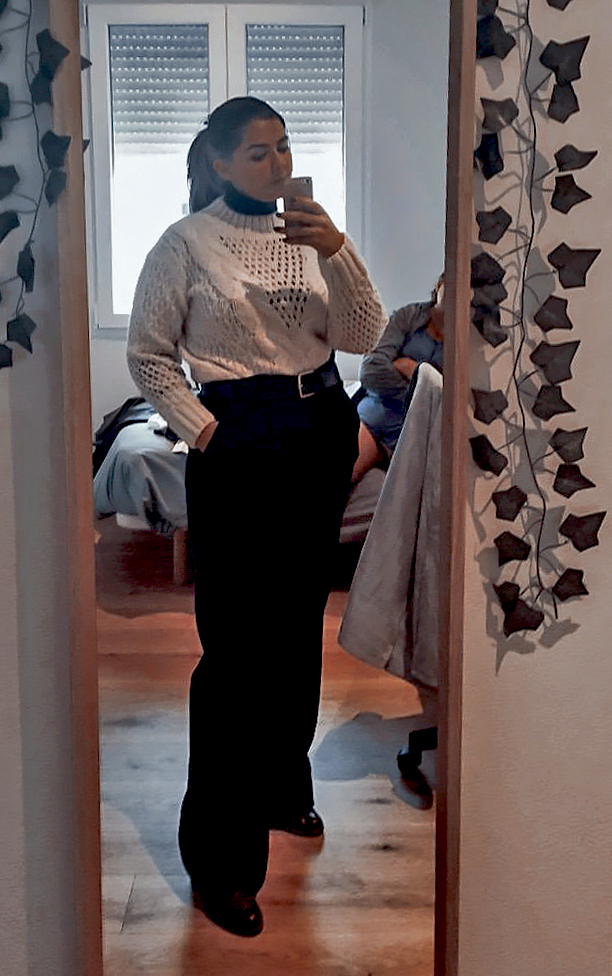
Ragazza con abiti e ambientazione dark academia

La stessa palette cromatica è rintracciabile nelle immagini della Dark academia, che privilegiano le tinte scure e autunnali, spesso facendo uso di filtri e giochi di luce che evidenziano il contrasto tra luce e oscurità. Frequenti sono le immagini di architetture gotiche, neogotiche, vittoriane, neoclassiche o barocche. La sottocultura è stata descritta come massimalista e nostalgica. Le università presenti spesso negli imageboard della dark academia includono Oxbridge, l'Università di Durham, di Edimburgo, di Glasgow e di Harvard.
Altri elementi sovente presenti nelle rappresentazioni dark academia sono libri (specie se pieni di appunti), eleganti calligrafie, lumi di candela, tazze di caffè o tè, mobili in legno scuro, stanze dense e disordinate, cimiteri e paesaggi urbani o naturali dai toni bruni o scuri. Se presenti, le figure umane sono spesso rappresentate in momenti ricchi di pathos come durante un combattimento o intenti a compiere atti efferati o autodistruttivi.
È possibile rintracciare delle somiglianze tra la dark academia e la sottocultura gotica, tendendo entrambe a romanticizzare la scoperta della bellezza e della poesia in tematiche oscure. Tim Brinkhof di Big Think ha affermato che "l'architettura malinconica e il pessimismo filosofico" sono aspetti chiave dell'estetica. Hannah Southwick di USA Today l'ha descritta come un'"estetica malinconica", citando uno stilista di moda che l'ha descritta come "il collegio che incontra gli appassionati goth".

## Stile di vita
La dark academia non è solo un movimento estetico: è vissuto anche come uno stile di vita o un modo di pensare. La community della dark academia ha quale pietra angolare la romanticizzazione dell'esperienza universitaria o più semplicemente accademica. Per questo motivo, gli appartenenti alla sottocultura sono spesso appassionati di letteratura (soprattutto se malinconica, misteriosa o esistenzialista, come le opere di Edgar Allan Poe o Dostoevskij), arte in tutte le sue forme, lingue morte e in generale tutto ciò che appartiene al mondo accademico.
Uno degli intenti principali della dark academia è proprio quello di ribaltare il giudizio comune che bolla tali argomenti come noiosi, idealizzandoli e evidenziandone la bellezza e la profondità. Infatti, la sottocultura vede la conoscenza come un valore in sé, che non è quindi acquisita per fini lavorativi o l'ottenimento di buoni voti. Lo studio è dunque vissuto come un piacere in cui indulgere con passione, ardore e interesse.
Gli appassionati di dark academia tendono anche a svolgere attività o hobby anch'essi legati al mondo della cultura o percepiti come "intellettuali", come ovviamente studiare (soprattutto se da soli e di notte), leggere e scrivere, ma anche le visite a musei o biblioteche, il prendere un caffè o una tazza di tè con un amico, fare picnic,  dipingere o suonare uno strumento sono tutte attività comuni all'interno della sottocultura.

## Storia
Il romanzo di Donna Tartt Dio di illusioni, pubblicato nel 1992 e che racconta la storia di un omicidio che ha luogo all'interno di un gruppo di studenti classici in un college d'élite del New England, è stato accreditato come l'ispirazione per il genere letterario della dark academia. Nel 2015, il genere ha iniziato a diventare un'estetica sul social media Tumblr, con la creazione di un club del libro incentrato sui romanzi classici e gotici. L'estetica è poi cresciuta fino a diventare una sottocultura distinta, vedendo un'ondata di popolarità su Instagram guidata da Ryan Taylor e Maria Teresa Negro nel 2017.
La dark academia ha visto un'ondata di popolarità durante la pandemia di COVID-19. Il fenomeno è stato attribuito alla chiusura delle scuole.

### Opere
Un certo numero di opere letterarie classiche, come Il ritratto di Dorian Gray di Oscar Wilde e Maurice di EM Forster, così come le opere di scrittori come Lord Byron e Percy Bysshe Shelley, sono state citate come influenti o popolari nella sottocultura, o che si adattano all'estetica della sottocultura. Sono stati inclusi anche libri più recenti, come la serie Harry Potter di JK Rowling, If We Were Villains di ML Rio e La nona casa di Leigh Bardugo.
Anche numerosi film e serie TV sono stati considerati adatti all'estetica. Il film del 1989 L'attimo fuggente e il film del 2013 Giovani ribelli - Kill Your Darlings sono stati in particolare accreditati come fonti di ispirazione per la dark academia. Scrivendo per Screen Rant, Kayleena Pierce-Bohen ha elencato programmi TV come Ares, The Umbrella Academy, Una serie di sfortunati eventi, La regina degli scacchi, Mercoledì e The Magicians tra le opere che si adattano all'estetica.

## Accoglienza

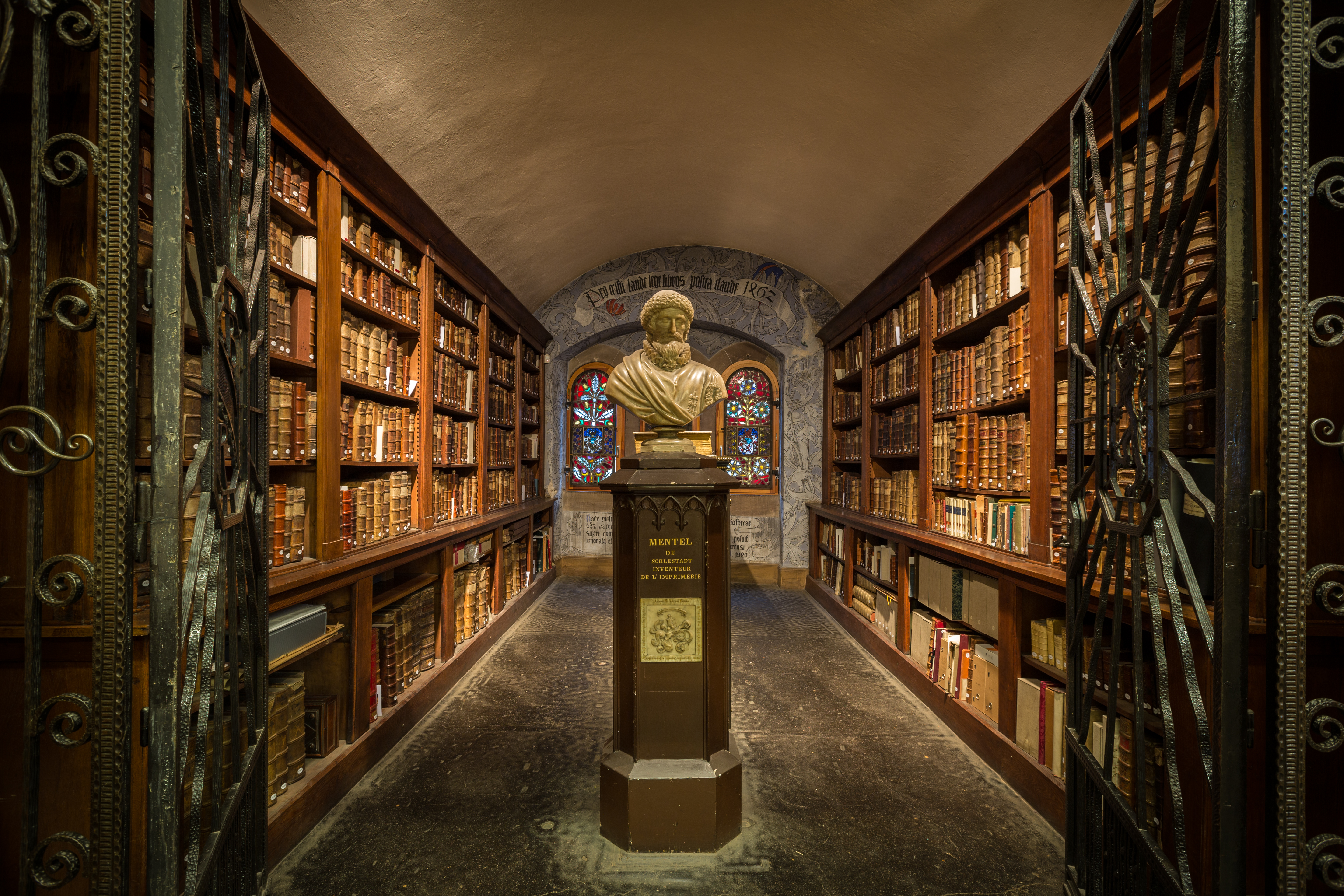
La Biblioteca Umanista di Sélestat, Francia

La scrittrice di BookRiot, Zoe Robertson, ha affermato che la sottocultura attinge a "rappresentazioni seducenti di oscura stravaganza" e le ricorda "il vedere il marciume nelle fondamenta di un'istituzione da cui non riesce a stare lontana e costruire la sua scuola personale in segno di sfida". Uno scrittore lo ha paragonato all'estetica dello stile cottagecore contemporaneo, dicendo che, mentre il cottagecore richiede una casa in campagna e tempo libero per l'artigianato, il "semplice atto della dark academia di indossare un blazer e leggere Dostoevskij è molto più fattibile".
Alcuni commentatori hanno interpretato l'aumento della popolarità della sottocultura come una reazione ai tagli ai finanziamenti universitari e alla corporativizzazione dell'istruzione superiore. La scrittrice di Honi Soit Ezara Norton ha affermato che essa "rivela una profonda disillusione nei confronti [dei modelli educativi che svalutano la conoscenza a meno che non possa essere utilizzata per generare profitto] e il desiderio di uno spazio libero per imparare non gravato da un'agenda neoliberista". Scrivendo per Jacobin, Amelia Horgan ha affermato che la tendenza è stata in parte una risposta alla pandemia di COVID-19, che ha portato gli studenti a lasciare i campus per studiare nelle case delle loro famiglie dove molti non avevano accesso a uno spazio di studio adeguato, fornendo essa "un'immagine idealizzata dell'esperienza universitaria" che non hanno potuto ottenere. Tuttavia, ha anche fatto notare che il mondo presentato nell'estetica fosse molto diverso da quello dell'università contemporanea, evidenziando le tendenze nel mondo accademico del Regno Unito come un esempio dell'impatto delle politiche neoliberiste sull'istruzione, che includono orari prolungati e grande precarietà per il personale docente e studenti costretti a svolgere più lavori part-time per coprire i costi dei loro studi.
In parte in reazione alla crescita della sottocultura, la relativa sottocultura della light academia, spesso caratterizzata da immagini e colori più chiari e morbidi e da una maggiore enfasi sull'ottimismo, ha registrato un aumento di popolarità.

### Critiche
La Dark Academia è stata criticata per una serie di motivi, tra cui l'eurocentrismo percepito dall'estetica, la mancanza di diversità e l'esaltazione di scelte di vita malsane.
I critici dell'estetica hanno sostenuto che il canone letterario inglese da cui trae ispirazione è prevalentemente bianco, con Tim Brinkof che afferma che i creatori di contenuti associati all'estetica della Dark Academia "preferiscono discutere di Oscar Wilde ed Emily Dickinson piuttosto che di Toni Morrison o James Baldwin". Sarah Burton, ricercatrice di sociologia alla City University di Londra, ha notato che l'estetica contiene poca rappresentazione "della maggior parte delle donne, della classe operaia, delle persone di colore, delle persone obese o in sovrappeso, di quelle con un basso capitale economico o culturale, di quelle con disabilità, delle attività di cura e domestiche, del lavoro (in particolare del godimento di queste attività), della maternità, della stranezza e della mondanità della vita accademica». In risposta alla mancanza di diversità dell'estetica, sono stati compiuti sforzi per incorporare opere letterarie di autori neri come Langston Hughes nella Dark Academia.
La sottocultura è stata anche criticata come elitaria e come una "estetica altolocata". Attingendo alla triplice tipologia delle tradizioni educative delineata da Raymond Williams nel suo libro The Long Revolution, Amelia Horgan ha descritto la Dark Academia come radicata negli atteggiamenti di "vecchi umanisti impegnati a preservare e sostenere una cultura tradizionale e gerarchica preservando l'eredità di studio umanistico." Amy Crawford dell'Università di Dundee ha affermato che la sottocultura "tende a romanticizzare l'istruzione della classe superiore europea". Kevin N. Dalby dell'Università del Texas ad Austin ha affermato che "la sua associazione con l'istruzione superiore e le scuole della Ivy League, in particolare, crea un elitarismo che non consente a chiunque di far parte del gruppo ." Al contrario, altri commentatori hanno notato che gli articoli di moda associati alla tendenza sono facilmente ed economicamente reperibili nei negozi dell'usato.
Altri hanno sostenuto che l'estetica pone troppa enfasi sull'estetica dell'arte e dell'istruzione superiore invece di un adeguato studio e analisi di queste opere, portando a interpretazioni errate del materiale originale. Ha anche affrontato critiche per comportamenti glamour potenzialmente malsani, come la privazione del sonno, il lavoro eccessivo e l'abuso di sostanze.